# Bayswater
Bayswater är ett område inom City of Westminster och Kensington and Chelsea i det centrala London. Det är ett tättbebyggt område som ligger 4 kilometer väst-nordväst om Charing Cross som gränsar i norr till Kensington Gardens. Enligt folkräkningen 2011 har orten och valkretsen Westminster en befolkning på 10 300 invånare.
Området har en mycket blandad befolkning, med araber, amerikaner, greker, kineser och brasilianare som några av de största grupperna. Dessutom har området en av Londons största koncentrationer av hotell, något som sammantaget ger Bayswater en mycket internationell prägel. Inte minst ser man detta på Queensway, där restauranger och butiker ägs av ett stort antal nationaliteter. Befolkningstätheten är omkring 17 500 pr. km².

## Tidig historia
När Domesday Book nedtecknades 1086 tillhörde området Westminster Abbey. Bayard's Watering Place, upptecknat 1380, var den plats där bäcken Bayswater eller Westbourne rann under Uxbridge Road. Namnet betecknade en plats där hästar fick dricka, antingen från bäcken själv eller från en källa i närheten. Namnet på området har varierat, och på 1700-talet var namnet Bayswatering vanligt, men formen Bayswater upptecknades så tidigt som 1659.

## Kollektivtrafik
Det är nära till Paddingtons järnvägsstation, vilket gör det lätt att komma till andra delar av London. Bayswater har en tunnelbanestation i Zon 1 med tillgång till Circle and District Line. Andra stationer i närheten är Lancaster Gate på Central Line och Edgware Road på Bakerloo Line.

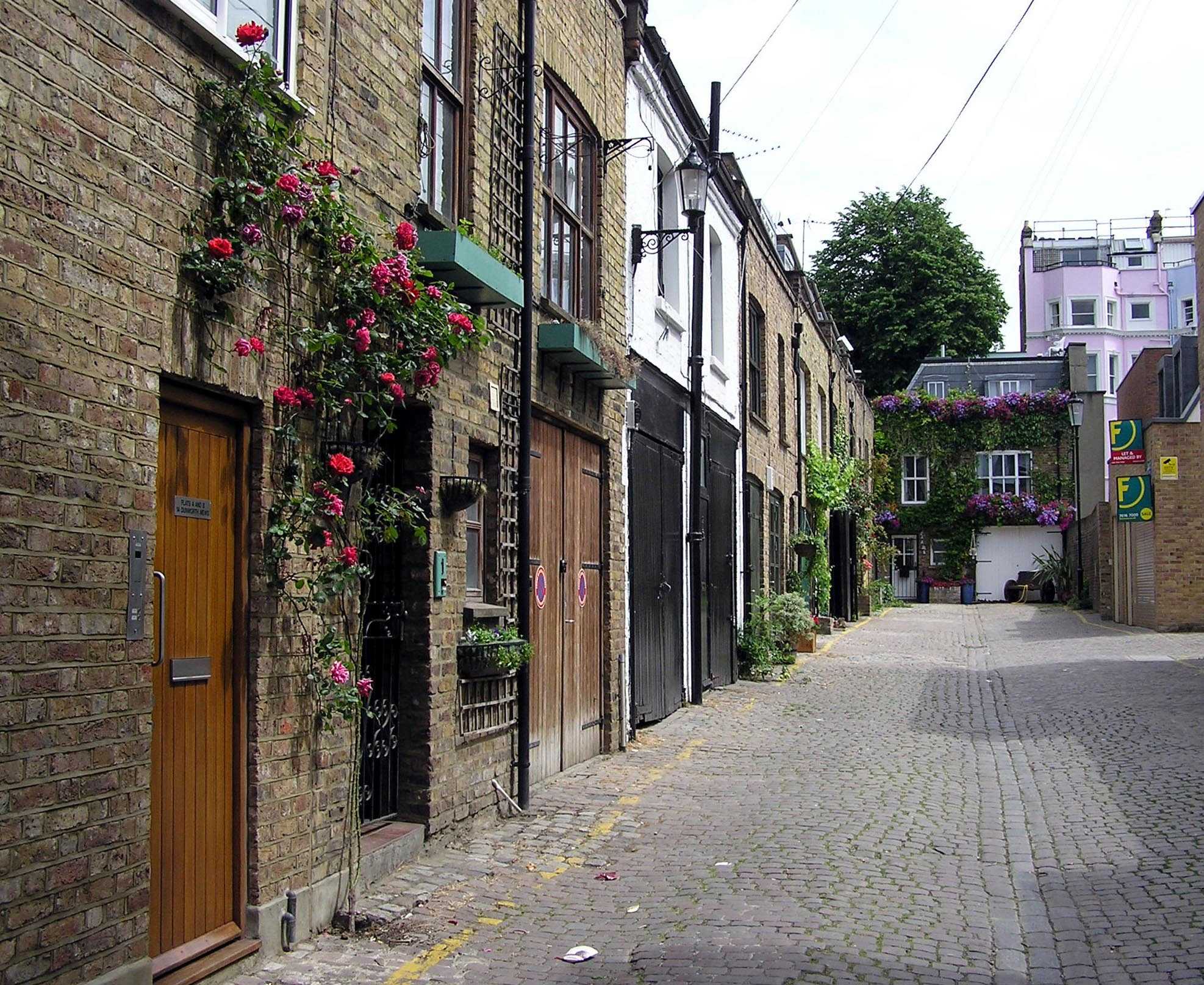
Dunworth Mews, en gata med mews houses i Notting Hill, London

## Arkitektur
Fast det finns stora georgianska torg och terrasser i Bayswater, började inte urbaniseringen förrän järnvägen kom till Paddington 1838. De första husen som byggdes var envåningshus för järnvägsarbetarna, och anspråkslösa hus för områdets tidigaste invånare. Men Bayswater fylldes snart av konstnärer och sedan av rika köpmän. Allteftersom området blev mer välmående blev husen större och mer utsmyckade. Samtidigt blev det mer eftertraktat att kunna bo i Bayswater. På 1900-talet blev det en nedgång i efterfrågan och därmed förändrades bostadsmarknaden. Många av husen kom att inrymma lågprishotell. Med tiden började människor från Mellanöstern, USA och Brasilien flytta till Bayswater, och därmed förändrades området till att bli den kosmopolitiska del av London som det numera är. Majoriteten av bostadshusen i området är numera stora stuckaturförsedda byggnader som är fyra eller fem våningar höga. De är ofta uppdelade i lägenheter och många är arrangerade runt attraktiva trädgårdar. Hallfield Estate är en fastighet som uppfördes efter andra världskriget och tillhör allmännyttan. Byggnaden ritades av arkitekten Berthold Lubetkin, vars verk är eftersökta bland dem som tycker om 50-talsstilen. Medan lägenheter dominerar bostadsmarknaden, finns det också några "mews houses"  (se bild) och hus med fem eller sex sovrum runt Connaught Square.

## Turism
I Bayswater finns Hyde Park, Marble Arch, St. John’s Wood, St. Sophia’s Cathedral och Kensington Gardens. De kan antingen nås till fots eller genom den kollektivtrafik som finns i Bayswater. Utöver detta finns möjligheter till shopping och det finns gott om pubar och restauranger.

## Kända personer i Bayswater
Många kända personer har bott i eller besökt Bayswater. Några exempel på detta är J.M. Barrie, Winston Churchill, Tony Blair, Sir Alexander Fleming, Keira Knightly, Stella McCartney och Jonathan King.
- J. M. Barrie, författare och skådespelsförfattare, har skrivit Peter Pan.
- Tony Blair, tidigare brittisk premiärminister
- Winston Churchill, tidigare brittisk premiärminister
- Richard Cobden, bodde på Westbourne Terrace[7][8]
- Keira Knightley, brittisk skådespelare
- Guglielmo Marconi, pionjär inom trådlös kommunikation, bodde på Hereford Road 71 mellan 1896 och 1897.
- Irfan Orga, författare, bodde på Inverness Terrace 29, 35 och 21 från 1942 till mitten av femtiotalet. Han publicerade sina memoarer Portrait of a Turkish Family år 1950.
- Ilich Ramírez Sánchez, känd som Schakalen
- Jennifer Saunders, brittisk skådespelare
- Paul Simonon, brittisk musiker
- Sting bodde en lägenhet på 28A Leinster Square, i slutet av  sjuttiotalet medlem i bandet The Police. Trudie Styler, som nu är hans fru, bodde i en källarvåning i samma hus när de träffades.[9]
- Georgina Castle Smith (pseudonym Brenda), barnboksförfattare, född och uppväxt i Bayswater.[10]
- Luigi Sturzo, katolsk präst och politiker, en av grundarna av kristdemokrati och av Italian People's Party (1919)
- John Tenniel, konstnär och karikatyrtecknare, föddes på Gloucester Place 22, New Road, Bayswater 28 februari 1820.[11]